# Gyapjas csüdfű
A gyapjas csüdfű (Astragalus dasyanthus) a hüvelyesek (Fabales) rendjébe, ezen belül a pillangósvirágúak (Fabaceae) családjába tartozó, nyílt homokpuszta- és löszgyepekben előforduló, fokozottan védett növény.

## Előfordulása
Közép-, Dél- és Délkelet-Európában, valamint Ukrajnában honos alföldi-collin, Pontio-Pannon flóraelem. A Kárpát medencében többfelé előfordul így az Erdélyi Mezőségben, a Delibláti homokpusztán, Magyarországon a Zempléni-hegységben, Tokaj környékén, a Nyírségben Hajdúságban, Kiskunságban és a Mezőföldön élnek egymástól elszigetelt populációi.
Magyarországon fokozottan védett, természetvédelmi értéke 100 000 Ft.

## Jellemzése
10–25 cm magas, általában szétterülő évelő faj. Az egész növény – de különösen a virágfejecske – sűrű, fehéres szőrzettől bozontos. Föld feletti szára legtöbbször megvan. A szár és a levélnyél általában élénkpiros. Levelei páratlanul szárnyaltak, a levélkék hosszúkás-tojásdadok (ritkán hegyesedők), 1–3 cm hosszúak. Élénksárga, kb. 1 cm nagyságú virágai tömött fejecskéket alkotnak, melyek 5–10 cm hosszú nyélen ülnek. A virágok ± ülők. A vitorla a fonákán mindig rásimuló szőrös.

## Életmódja
Homoki- és löszgyepekben, legelőkön élnek elszórt populációi. Mészkedvelő. A száraz, kötött talajt preferálja, az árnyékot nem tűri. Képes megkötni a nitrogént. Virágzása május-június hónapokra tehető.